# Anolis extremus
Anolis extremus este o specie de șopârle din genul Anolis, familia Polychrotidae, descrisă de Garman 1887. Conform Catalogue of Life specia Anolis extremus nu are subspecii cunoscute.